# Gilles-Gaston Granger
Gilles-Gaston Granger, född 28 januari 1920 i Paris, död 24 augusti 2016 i Saint-Cloud, var en fransk-brasiliansk filosof och logiker. Han specialiserade sig i ämnet komparativ epistemologi. Han var professor vid universitetet i São Paulo från 1947 till 1953 och professor vid universitetet i Provence mellan 1964 och 1986. Åren 1986–1990 var Granger professor vid Collège de France.
År 1972 publicerade Granger en fransk översättning av Wittgensteins Tractatus logico-philosophicus.